# Палілула
Палілула (рум. Palilula) — село у повіті Долж в Румунії. Входить до складу комуни Буковец.
Село розташоване на відстані 189 км на захід від Бухареста, 9 км на південний захід від Крайови.

## Населення
За даними перепису населення 2002 року у селі проживали 892 особи, усі — румуни. Усі жителі села рідною мовою назвали румунську.